# یواس‌اس پریری (ای‌دی-۵)
یواس‌اس پریری (ای‌دی-۵) (به انگلیسی: USS Prairie (AD-5)) یک کشتی است که طول آن ۴۰۴ فوت ۹ اینچ (۱۲۳٫۳۷ متر) می‌باشد. این کشتی در سال ۱۸۹۰ ساخته شد.